# Discours de Simone Veil

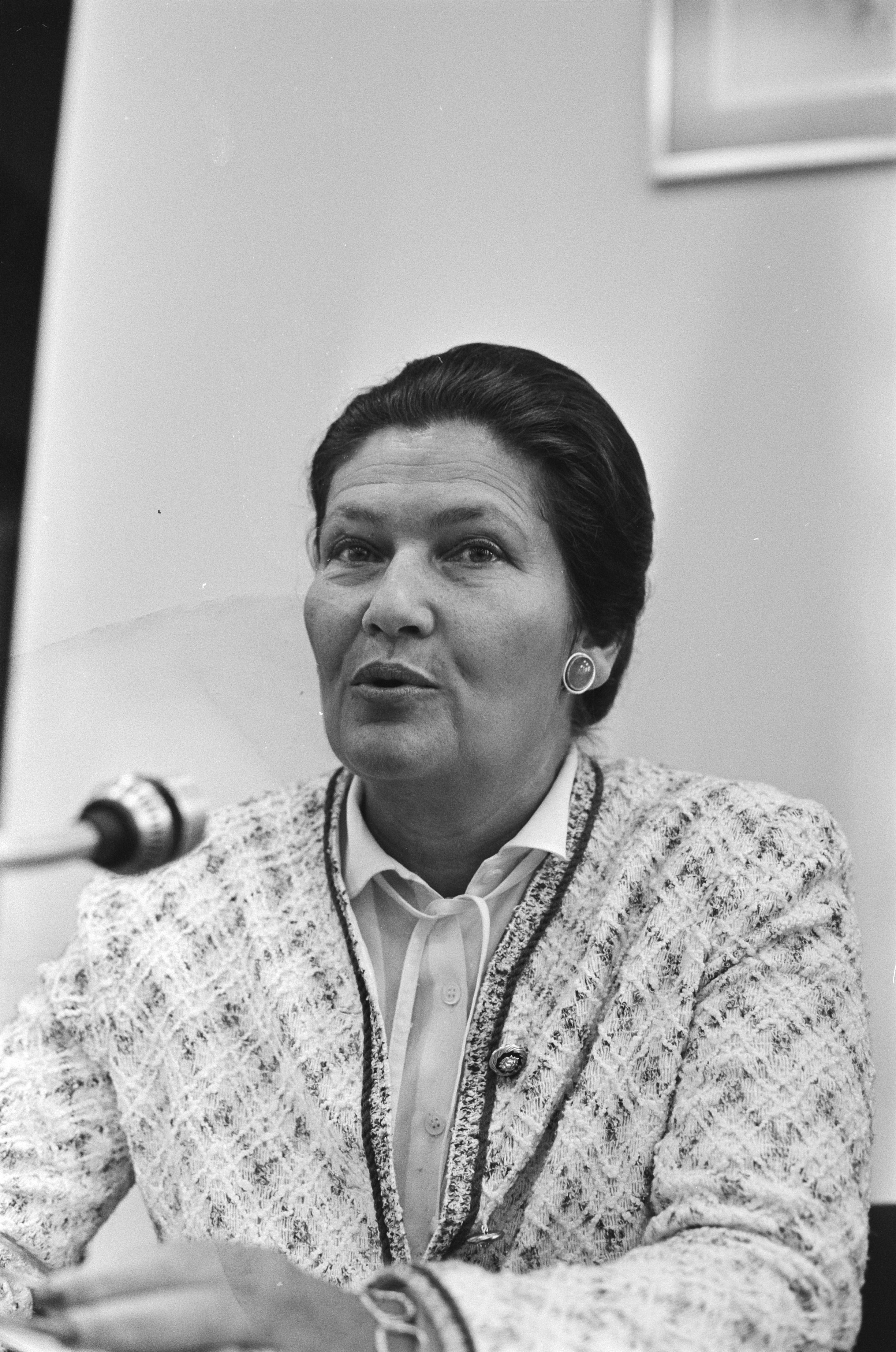
Simone Veil en 1980.

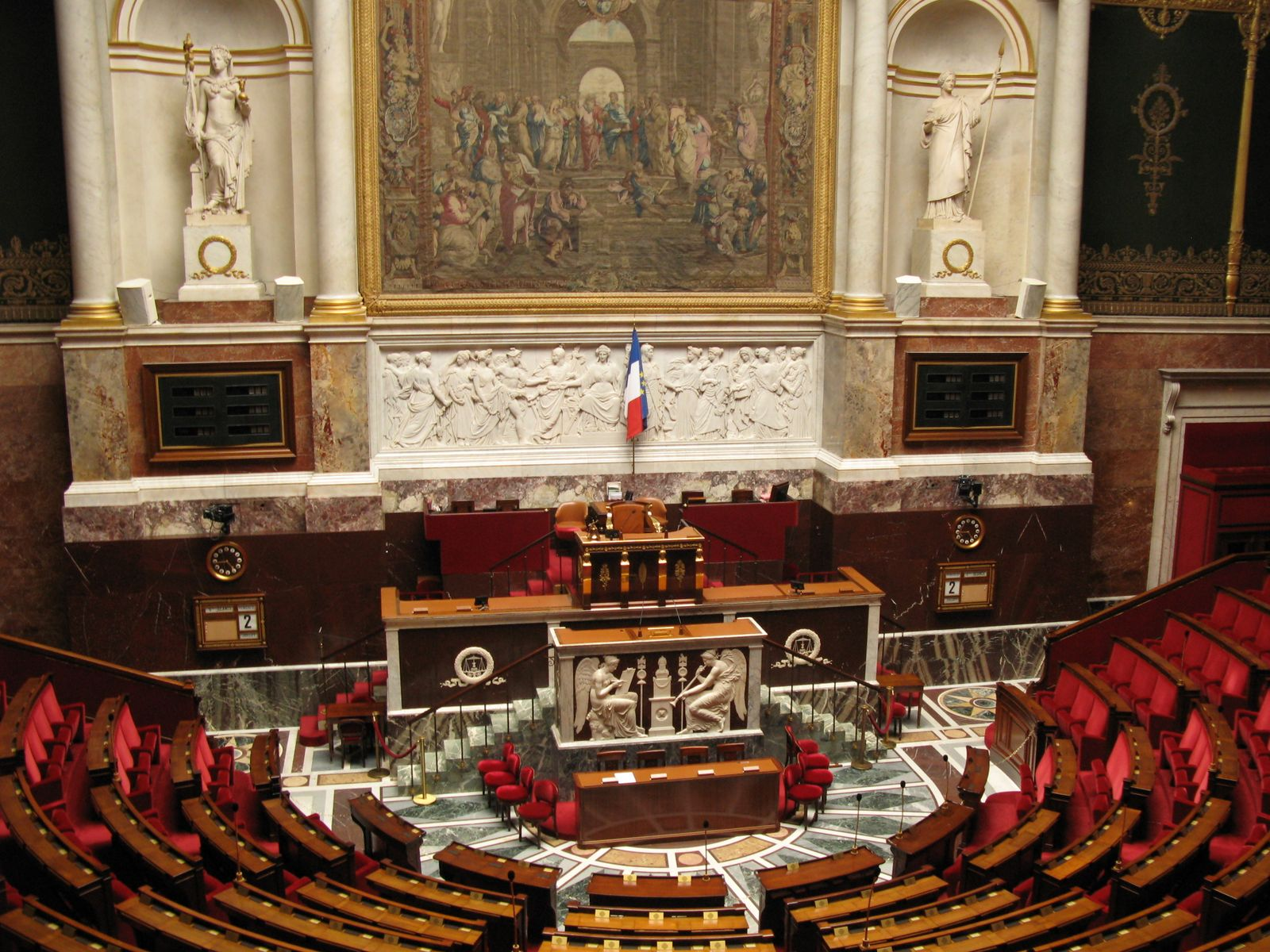
Perchoir de l'hémicycle au palais Bourbon, où Simone Veil prononce son discours en 1974.

Le discours de Simone Veil à l'Assemblée nationale le 26 novembre 1974 occupe une place historique dans la controverse autour de l'avortement dans les années 1970 en France. Ce discours est prononcé par Simone Veil, alors ministre de la Santé du 1er gouvernement Chirac, pour introduire le projet de loi qui portera son nom, la loi Veil, relative à l'interruption volontaire de grossesse.
Dans le contexte de débat autour de la question de l'avortement et devant une assemblée composée en majorité d'hommes, le discours est applaudi et est étudié aujourd'hui comme un exemple de discours de controverse. Plusieurs extraits du discours restent aujourd'hui très connus, telle la phrase d'accroche : « Aucune femme ne recourt de gaieté de cœur à l'avortement ». Après trois jours de débat, la loi est acceptée.

## Analyse du discours
Selon Thierry Herman, professeur de rhétorique à l'université de Neuchâtel, Simone Veil prend le parti de sortir de l'affect, elle déplace l'enjeu sur une analyse factuelle et rationnelle de la situation, car elle présume qu'utiliser la corde sensible desservirait son propos face aux nombreux opposants à son projet de loi.
Alfredo Lescano, professeur de sémantique, estime quant à lui que la paire « pourquoi – parce que » contribue à construire l'espace de la controverse. Selon lui, les opposants au projet sont les partisans du statu quo. Simone Veil affronte donc frontalement la question, exposant leur point de vue avant de bâtir son argumentation.
Le discours de Simone Veil est souvent étudié dans les écoles d'art oratoire. Le rythme du discours, la portée de sa voix, plutôt égale… servent d'exemples.

## Portée historique du discours
Au-delà de la loi elle-même, le discours de Simone Veil a une portée historique parce qu'il a contribué à changer le regard de la société française sur les femmes qui avortent. Avant ce discours, les femmes ayant eu recours à l'avortement sont considérées comme des « salopes », comme le rappelle le surnom donné au manifeste des 343 en 1971.

## Publications du discours
- Journal officiel de la République française. Débats parlementaires. Assemblée nationale. Compte rendu intégral des séances, no 92 AN, 27 novembre 1974, p. 6998–7002 [lire en ligne sur archives.assemblee-nationale.fr [PDF]].
- Simone Veil, « Discours de Simone Veil de présentation de la loi sur l'interruption volontaire de grossesse prononcé le 26 novembre 1974 à l'Assemblée nationale », dans Michel Sarazin, Une femme : Simone Veil, Paris, Robert Laffont, 305 p. (ISBN 2-221-04809-1 et 978-2-221-17850-8), p. 277–287 [lire en ligne].
- Simone Veil, Philippe Ledru (éd.) et Marc Grinsztajn (éd.), Les hommes aussi s'en souviennent : discours du 26 novembre 1974 (suivi d'un entretien avec Annick Cojean), Paris, Stock, 2004, 111 p. (ISBN 2-234-05720-5 et 978-2-234-06831-5, lire en ligne).
- Simone Veil, “Elles sont 300 000 chaque année” : discours de la ministre Simone Veil pour le droit à l'avortement devant l'Assemblée nationale, 26 novembre 1974 (suivi de Accéder à la maternité volontaire, discours du député Lucien Neuwirth pour le droit à la contraception devant l'Assemblée nationale, 1er juillet 1967), Paris, Points, coll. « Les grands discours » (no P2246), 2009, 61 p. (ISBN 978-2-7578-1496-3).
- Simone Veil (préf. Robert Badinter), « Projet de loi sur l'interruption volontaire de la grossesse », dans Mes combats : Les discours d'une vie (recueil de discours, textes et articles de Simone Veil écrits ou prononcés entre 1974 et 2010), Montrouge, Bayard, 2016, 472 p. (ISBN 978-2-227-48937-0 et 978-2-227-49020-8, lire en ligne) ; rééd. le Livre de poche (no 36069), 2021, 543 p.  (ISBN 978-2-253-07845-6).
- Simone Veil, Discours pour le droit à l'avortement, novembre 1974 ; et Discours à l'Académie française, mars 2010 (suivi de Vous êtes du côté des femmes de Jean d'Ormesson, discours de réception à l'Académie française (18 mars 2010) ; en appendice, allocution de Jacques Chirac à l'occasion de la remise de l'épée d'académicienne au Sénat (16 mars 2010) et allocution de Simone Veil en remerciement), Paris, Points, coll. « Les grands discours » (no P4833), 2018, 118 p. (ISBN 978-2-7578-7135-5).
- Simone Veil, “Elles sont 300 000 chaque année” : discours de la ministre Simone Veil pour le droit à l'avortement devant l'Assemblée nationale, 26 novembre 1974, Paris, Points, coll. « Féministe » (no P5726), 2023, 38 p. (ISBN 979-10-414-1030-9).